# Acanthophyllum lilacinum
Acanthophyllum lilacinum är en nejlikväxtart som beskrevs av Boris Konstantinovich Schischkin. Acanthophyllum lilacinum ingår i släktet Acanthophyllum och familjen nejlikväxter. Inga underarter finns listade i Catalogue of Life.